# Donji Palež
Donji Palež es un pueblo ubicado en el municipio de Kiseljak, en el cantón de Bosnia Central, Bosnia y Herzegovina.

## Superficie
Cuenta con una superficie de 2,46 kilómetros cuadrados.

## Demografía
Hasta 2013 la población era de 583 habitantes, con una densidad de población de 237,0 habitantes por kilómetro cuadrado.